# فنسنت جاي
فنسنت جاي (بالفرنسية: Vincent Jay)‏ (18 مايو 1985) بياثلون فرنسي وضابط غير مفوض سابق.

## روابط خارجية
- فنسنت جاي على موقع IMDb (الإنجليزية)
- فنسنت جاي على موقع IBU (الإنجليزية)
- فنسنت جاي على موقع اللجنة الأولمبية الدولية (الإنجليزية)
- فنسنت جاي على موقع أوليمبيديا (الإنجليزية)
- فنسنت جاي على موقع اللجنة الأولمبية الفرنسية (مؤرشف) (الفرنسية)